# ブルガリアワイン
ブルガリアワインは東ヨーロッパのブルガリアで生産されるワイン。ブルガリアにおけるブドウの栽培とワインの生産は長い歴史を持ち、トラキアの時代まで遡る。ワインはブルガリアビールとラキヤとともに、ブルガリアで最も飲まれているアルコール飲料である。
ブルガリアは1980年代には世界第4位のワイン輸出国であったが、共産主義政権の崩壊の後、産業が衰退してしまった。。その後、ワイン生産は徐々に回復し、2011年には前年比4.9%増の1億8百万リットルに達した。

## ブドウ栽培地域
1960年7月13日の政府令で、ブルガリアを公式に5つの異なるブドウ栽培地域に分けた。

### ドナウ平原 (北ブルガリア)

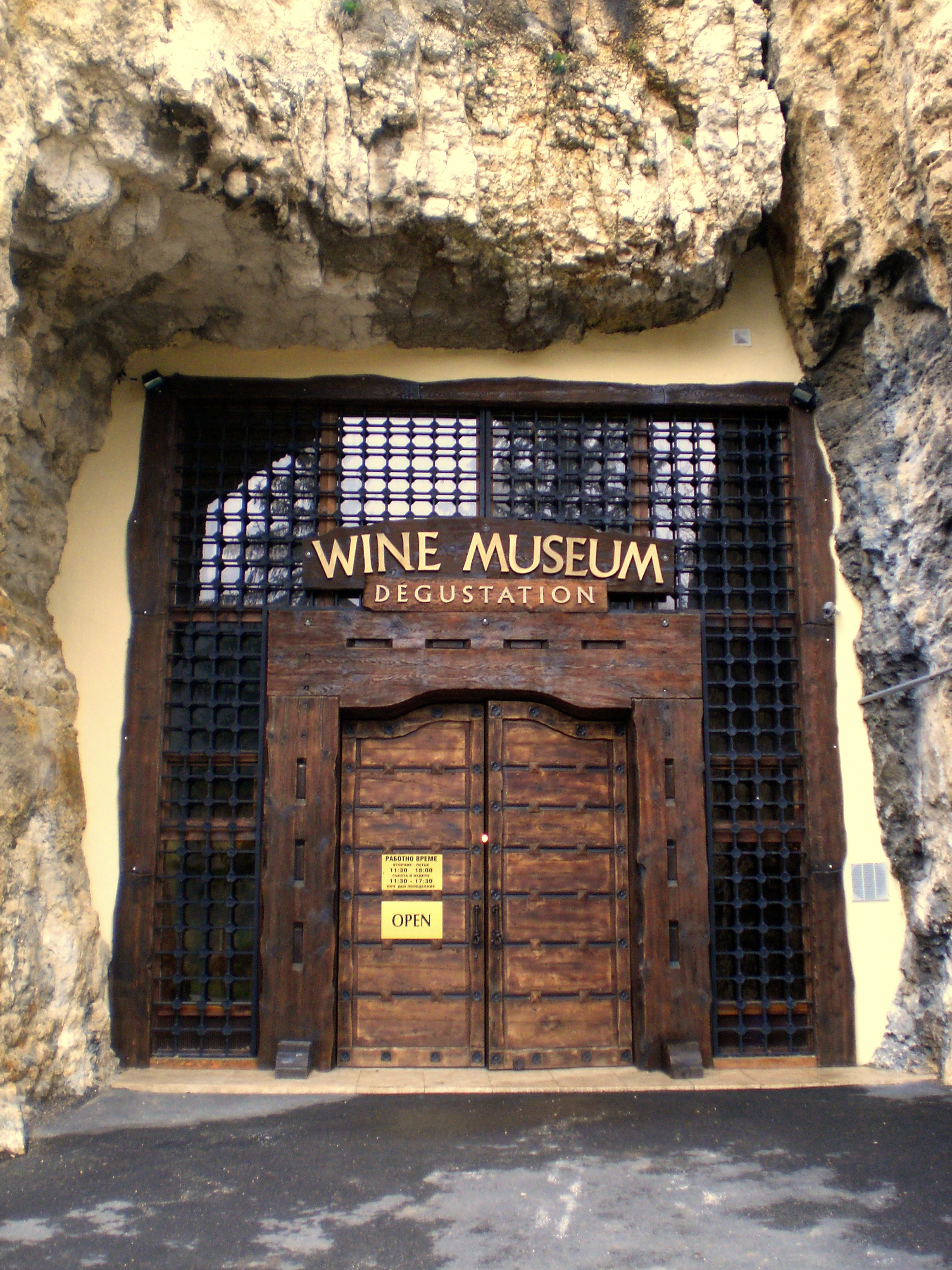
プレヴェンのワイン博物館

ドナウ平原あるいは北ブルガリア生産地域はドナウ川の南岸とドナウ平原の中部から西部を網羅している。この地域の気候は湿潤大陸性気候で、夏暑く、年間を通して晴天が多い。典型的なワインスタイルはマスカット、カベルネ・ソーヴィニヨン、メルロー、シャルドネ、アリゴテ、パミドおよび地域品種のガムザを使う。アメリカでも"ドナウ川平原地域"として認知されている。

### 黒海 (東ブルガリア)
黒海生産地域は全体の30%のワイン生産地が位置している。この地域は長く穏やかな秋に特徴付けられ、糖分の蓄積に最適な気候条件を備えており、良質な白ワインを生産する (全白ワイン品種の53%がこの地域に集中している)。ワインスタイルは、ディミャート、リースリング、マスカット・オットネル、ユニ・ブラン、ソーヴィニヨン・ブラン、サヴァニャンおよびゲヴュルツトラミネールが使われる。アメリカでも"黒海沿岸地域"として認知されている。

### バラの谷 (下バルカン)
バラの谷生産地域はバルカン山脈の南に位置している。この地域は東部と西部の小地域に分けられ、ワインスタイルはマスカット、リースリング、ルカツィテリ、カベルネ・ソーヴィニヨン、メルローなどが使われる。この地域では、ほとんどがドライもしくはオフドライの白ワインで、少量の赤ワインが生産されている。この地域には、スングルラレ渓谷 (ブドウ品種レッド・ミスケットで有名)を含む。アメリカでも"バラの谷"地域として認知されている。

### トラキア低地 (南ブルガリア)
この地域の温暖な大陸気候と降水量の良好な分布は、上トラキア低地で生育する赤ワインの発展に不可欠である。この地域には、低地の中心部とサカール山地の一部が含まれる。メルローやカベルネ・ソーヴィニヨン、マスカット、パミッドの他、有名な地産ブドウ品種のマヴルッドも栽培されている。
バルカン山脈はロシアの平原から吹き抜ける寒い風をブロックする役割を果たし、バルカン半島南部のマリツァ川流域の渓谷は地中海性気候で、穏やかで雨の多い冬と暖かく乾燥した夏がある。 アメリカでも"トラキア渓谷"地域として認知されている。

### ストルマ川渓谷 (南西ブルガリア)
この地域にはブルガリアの南西部、マケドニアの歴史的地域にあるストルマ川の谷が含まれる。 面積は小さいが南から地中海の強い影響を受け、気候的に非常に明確で特徴的である。 地域のワインスタイルは、シロカ・メルニシカ・ロザ (メルニックからその名を冠した)、カベルネ・ソーヴィニヨン、メルローが栽培されている。